# Cronut

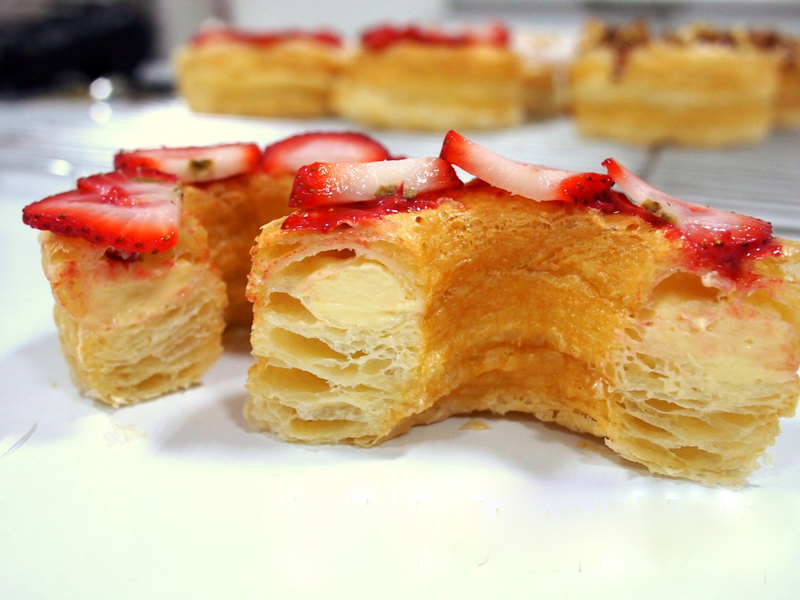
Cronut con fresas rellena de crema.

El cronut o crona es una especie de pastelillo dulce híbrido entre croissant y donut. Fue inventado por el reconocido chef pastelero francés Dominique Ansel y puesto a la venta en mayo del 2013 en su pastelería en el barrio del SoHo (Nueva York). El modo de preparación consiste en hacer una masa de croissant para freírla creando las típicas láminas del croissant. A continuación, se rellena con múltiples sabores e incluso se glasea.
En diciembre del año 2013, la revista Time lo nominó como uno de los “25 mejores descubrimientos” del 2013.
A causa de este éxito, Dominique Ansel puso a la venta en octubre de 2014 su libro de recetas oficial de cronuts, titulado Dominique Ansel: The Secret Recipes. En esta publicación, se ilustran los secretos del cronut, por lo que desde entonces Internet se ha llenado progresivamente de recetas de postres que unen el croissant y el donut.

## De Estados Unidos a España
Después de convertirse en el postre de moda en Nueva York, el postre llegó a Barcelona en julio del 2013. Lo han incorporado entre sus productos estrella pastelerías con aires neoyorquinos como Chök, situado en el centro histórico de la ciudad condal, e incluso pastelerías más tradicionales como Lleonart, en Sant Celoni.
Aunque los pasteleros españoles siguen la forma de preparación propuesta por Ansel, no comparten su estrategia de marketing, puesto que el precio de venta tiene una gran diferencia. Mientras el chef inventor vende sus unidades a cuentagotas y a precios elevados (5$ la unidad), las pastelerías barcelonesas lo venden a entre 1 y 3 €. Así, la estrategia que causó furor en Nueva York, se ha dejado de lado en España.
La llegada del cronut no ha estado exenta de crítica. Mientras unos le dan la bienvenida con entusiasmo, otros lo critican en las redes por sus grandes cantidades de grasas peligrosas para la salud. Ante esta reacción, pastelerías barcelonesas ya se han planteado realizar la versión light del postre, que consistiría en hornear la pasta en lugar de freírla, ya que no cambiaría demasiado su sabor.